# Craig Hawke
Craig John Hawke (* 5. Juni 1965) ist ein neuseeländischer Diplomat und amtierender Botschafter des Landes in Deutschland, der Schweiz, Liechtenstein und Tschechien.

## Leben und Ausbildung
Hawke besitzt einen Abschluss als Master in Sozialwissenschaften und in Wirtschaftswissenschaft der University of Waikato in Hamilton, ist verheiratet und hat zwei Kinder. Hawke ist bekennender Fußballfan und Anhänger des englischen Clubs SWFC in Sheffield.

## Beruflicher Werdegang
Hawke begann 1989 seine Laufbahn im Außenministerium seines Landes zunächst mit verschiedenen Tätigkeiten im Bereich Außenhandel im In- und Ausland. Von 1993 bis 1996 hatte er seinen ersten Auslandseinsatz als Diplomat in der Funktion als Erster Sekretär an der Botschaft in Südkorea, von 1998 bis 2001 war er stellvertretender Botschafter in Samoa. Bis 2015 arbeitete Hawke in verschiedenen Aufgaben für das Außenministerium im Bereich Handelsfragen, internationaler Beziehungen und Kooperationen sowie humanitärer Hilfe vornehmlich von der Hauptstadt Wellington aus.   
Von 2015 bis 2016 war Hawke als Berater für die Entwicklung kleiner Inselstaaten beim Entwicklungsprogramm der Vereinten Nationen (UNDP) in New York tätig, bevor er von 2017 bis 2021 zum Botschafter Neuseelands bei der UNO berufen wurde.
Am 18. Juli 2022 übergab Hawke sein Beglaubigungsschreiben als neuer Botschafter Neuseelands an Bundespräsident Steinmeier. Hawke übt sein Amt für alle vier Länder von der Botschaft in Berlin aus.